# Astah*
astah*（アスター）とは、日本の株式会社チェンジビジョンが開発、配布、販売するUMLモデリングツール、マインドマップエディタ、および内部統制サポートツールのソフトウェア製品群の総称である。個々の製品は、エディションによって、"astah* community"、"astah* professional"等と呼称される。旧名称はJUDE（ジュード）であり、一部のエディションにその名称が残る。

## 概要
astah*シリーズは、「要求分析」等のソフトウェア工学における開発フェーズの上流工程、およびビジネスモデリングでの活用を重視したツール群である。
1999年の発表当初はフリーウェアのUMLモデリングツールとして配布されていた。2004年11月の商品化、2009年のastah*への改名などを経て、今日へと至っている。チェンジビジョンは、2018年現在全世界に50万人のユーザーが存在するとしている。
Javaアプリケーションなので、基本的にはどのプラットフォームでも動作するが、正式に対応しているのはWindowsのみである。後述するastah* think!の日本語版のみ、macOSにも正式に対応している。ただし、macOS版ではEMF形式の入出力機能に対応していない。think!以外のmacOS版は「非公式リリース」という形で開発者ブログで公開される事がある。
また、astah*シリーズは旧名称のJUDEシリーズとして、2006年10月6日に独立行政法人情報処理推進機構 (IPA) から、ソフトウェア・プロダクト・オブ・ザ・イヤー 2006における産業・企業・行政分野での受賞製品の一つに選ばれた。

## astah* community
2004年11月まで「Jude竹」として無償配布されていたUMLモデリングツールの後継ソフトウェアであり、JUDEとしての商品化後も、そしてastah*への名称変更後も、2018年9月までフリーウェアとして改良と無償配布が続けられていた。
UML1.4の全ダイアグラムをサポートし、UML2.1の一部の表現に対応している。
- クラス図（オブジェクト図、パッケージ図、サブシステム図、およびロバストネス図も作図可能）
- ユースケース図
- ステートマシン図
- アクティビティ図
- シーケンス図
- コミュニケーション図
- コンポーネント図
- 配置図
- 合成構造図

2018年9月26日をもって提供終了となっており、有償版または閲覧専用のastah* Viewerへの移行が呼びかけられている。

## astah* UML
astah* communityの機能を強化した、有償版の商用ソフトウェアである。主に下記の機能が強化されている。
- マインドマップエディタ（astah* think!相当）
- マインドマップとUMLとの連携機能

- 作図・モデリング機能
  - Eriksson-Penker式プロセス図(アクティビティ図内で表現可能)
  - ユースケース記述
  - 関連する図やモデルへのジャンプ機能
  - 一部要素の文字列に対するフォントの設定

- 入出力機能の強化
  - プロジェクトのマージ
  - Javadocの出力（図も含む）
  - EMF形式でのコピーペーストおよびドキュメント出力
  - RTF形式でのドキュメント出力
  - CSV形式での各種情報出力
- 印刷機能強化
- 編集API

また、クラス図からのJava言語・C++言語・C#言語のスケルトンコードの生成、Java言語ソースコードからクラス図の作成 (リバースエンジニアリング) が可能である。また、編集APIのサンプル機能として、C++言語、C#言語のソースコードからクラス図を作成する事ができる。ただし、ソースコードとクラス図間でのラウンドトリップ・エンジニアリングには対応していない。

## astah* professional
astah* UMLをUML以外にも対応させた、有償版のソフトウェアである。主に下記の機能が強化されている。
- フローチャート
- データフロー図
- CRUD
- ER図 (実体関連図)
- 要求テーブル、要求図
- トレーサビリティマップ
- 参照プロジェクト
- プロジェクトの簡易比較

- 作図・モデリング機能
  - 図の比較
  - 多国語対応(別名機能)
  - ステレオタイプのアイコン指定

- 入出力機能の強化
  - XML形式での全プロジェクトデータの入出力機能(XMI 1.1を独自拡張した形式)
  - XML形式(XMI 1.1 UML1.3 Unisys/Roseフォーマット)でのクラス図、ユースケース図の入出力(機能制限あり)

### JUDE/Server
「コラボレーション機能」によって、JUDE/Professionalおよびastah* professionalを複数のユーザーで使用し、プロジェクトデータを共有するためのサーバーソフトウェアである。無償で、利用するためにはJUDE/Professionalもしくはastah* professional（6.0.1以前）が必要である。JUDE/Professional version3.0より前には、上級エディションのJUDE/Enterpriseでのみ利用する事ができた。
チェンジビジョンはJUDE/Serverのリリースを2010年2月末発表の最終版をもって打ち切る事をアナウンスした。このためJUDE/Professionalからastah* professionalへの改名後は「コラボレーション機能」のメニュー表示がオプション扱いになり、astah* professional 6.1以降には廃止された。

### JUDE/Enterprise
JUDE/Professional version3.0より前のラインナップに存在していたJUDE/Professionalの上級ソフトウェア。JUDE/Serverによるチーム開発機能の他にも、JUDE APIを公開する事で差別化を図っていたが、ラインナップの修正により、消滅したエディションである。全ての機能がJUDE/Professionalに受け継がれた。

## astah* think!
astah* UMLおよびastah* professionalのマインドマップエディタの機能のみを商品化した市販ソフトウェアであり、UMLのモデリング機能はない。シリーズとしては、ソフトウェア開発以外の用途を意識した最初の製品である。astah* think!で作成されたマインドマップは、astah* communityでの閲覧、astah* UML,astah* professionalでの閲覧と編集が可能である。また、astah*シリーズの中では唯一macOSでの動作を正式にサポートしている。

## astah* share
2008年10月27日にJUDE/Shareとして公開された、Web上でJUDE/Professionalもしくはastah* professionalのデータ（ユースケース記述、CRUDを除く）をビジュアルに共有するためのツール。astah* shareへの改名後には、professional以外の（JUDE/Bizを除く）エディションのJUDEやastah*のデータファイルをも共有する事ができる様になった。
JUDE/Shareの登場を機に、JUDEの全シリーズの起動時の画面に「DESIGN & COMMUNICATION」という文字が表示される様になり、それはastah*への改名まで続いた。

## JUDE/Biz
日本版SOX法への対応の為の企業による内部統制活動の支援ツール。JUDEをベースに開発された商用ソフトウェアであるが、JUDEとは異なる機能を持つ。
JUDE/Bizは日本国内限定の製品であり、ヨーロッパを意識した名称変更の影響を受けなかったため、astah*への名称変更が行われていない。
- フローチャート
  - フロー記号テンプレート
  - フローテンプレート
- RCM（リスク・コントロール・マトリックス）
- 業務記述書
- コントロールチェックリスト出力
- リスク・コントロール項目のカスタマイズ
- アイコンカスタマイズ

## 名称の変遷と開発の歴史

### 黎明期（JOMT時代）
株式会社チェンジビジョンの代表取締役である平鍋健児は、1996年ごろに本格的なオブジェクト指向モデリングツールを着想した。平鍋らは1997年末に業務とは別にそのツールの開発に着手した。その頃、そのツールは「Javaによるオブジェクトモデル化技法 (OMT:Object Modeling Technique) の為のツール」という意味で、「JOMT」と呼ばれていた。
平鍋らは株式会社永和システムマネジメントの中からボランティアを募り、自分たちの趣味として、少しずつJOMTを形にしていった。

### フリーウェアとしての浸透（Jude時代）
1995年に、オブジェクト指向開発方法論の3大提唱者である、いわゆる「スリーアミーゴス」（グラディ・ブーチ、イヴァー・ヤコブソン、ジェームズ・ランボー）がラショナル社に集結した事で、やがてOMTの表記法はUMLへと統一された。このため、JOMTは1999年に、"Java and UML Developers' Environment"の略称として「Jude」に改名されて世に出る事になった。
平鍋によると、改名に当たっては先ず、日本語の響きを持った名前として「柔道」(JUDO)が候補に挙がった。そしてザ・ビートルズの楽曲『ヘイ・ジュード』から"Jude"のスペルを当て、その後に「"Java and UML Developpers' Environment"の略」という意味づけを行ったとの事である。
こうした経緯から、astah*は元々はフリーウェアとして無償配布されているUMLエディタであり、2004年にJUDEとして商品化されるまでは「Jude梅」「Jude竹」といった名称で呼ばれていた。

#### Jude梅
1999年から2000年にかけて、最初期のバージョンである「Jude梅」が株式会社永和システムマネジメントによって公開された。「Jude梅1.0」で描ける図はUML1.3のクラス図のみであり、「Jude梅1.2」にてユースケース図にも対応したものの、保存できる図はクラス図のみだった。なお、最初に発表された「Jude梅1.0」の時点から、クラス図を元にしたJavaのスケルトンコードの出力や、Javaのソースコードを入力してクラス図を作成する機能が存在していた。
Judeの開発は2000年12月8日リリースの「Jude梅1.3」で一旦中断された。

#### Jude竹
Judeは2年間リリースが中断された後、2002年12月20日に「Jude竹1.0α」として復活した。
2003年4月11日に正式版としてリリースされた「Jude竹1.0」では、UML1.4のクラス図、ユースケース図、ステートチャート、アクティビティ図、シーケンス図、コラボレーション図に対応した。そしてマイナーバージョンアップの度に少しずつ機能が強化されて行った。
2003年7月7日リリースの「Jude竹1.1」ではオブジェクト図をサポート。2003年8月8日リリースの「Jude竹1.2」ではコンポーネント図と配置図をサポートした。
なお、ロバストネス図については、この時代からクラス図にエンティティクラス、コントロールクラス、バウンダリィクラスを描ける事でサポートしている。
UML全図に対応した事で、Jude竹は海外にも浸透した。日本以外では、特にブラジルでファンサイトが作られる等した。
なお、Jude竹の時代には、年末ごとに「クリスマスバージョン」をリリースするといった、ファンサービスも行っていた。
この頃から平鍋は、上海の企業SuperV System Integrationと協業し、Judeの開発を永和システムマネジメントの事業として立ち上げ、同僚らと共にJudeの商品版の企画と開発に取り掛かった。

### 商品化とシリーズ展開（JUDE時代）
2004年11月からの商品化に際し、既にフリーウェアとして全世界に認知されている事に配慮して、「Jude」は大文字表記の「JUDE」に改名された。「Jude」には一般人物の人名としての意味以外での、民族的・宗教的中立性の問題が指摘されていたからである。これについては、特にドイツ語で「ユダヤ人」を意味する事が大きい。この事は商品化の際のユーザーへの告知の中で、「欧米文化圏への配慮」という表現で述べられた。
またこの時に、日本製である事を象徴する「松竹梅」によるメジャーバージョン表記が廃止されたため、「Jude松」は開発コードとしてのみ存在し、世に出る事は無かった。この事は、JUDE/Professionalの販売開始時の平鍋による挨拶文の中で「Jude松」を待望していたユーザーたちに公表された。また、「Jude竹1.3」は、JUDE/Community1.4へとバージョンアップされ、改良と無償配布が続けられる事になった。
2006年2月、JUDE開発事業が株式会社豆蔵と永和システムマネジメントからの出資を受けた株式会社チェンジビジョンに移管され、平鍋は永和システムマネジメントの取締役を兼任しながらチェンジビジョンの代表取締役に就任した。JUDEシリーズは、豆蔵から移管されたTRICHORDと共に、チェンジビジョンの見える化支援事業の柱として位置づけられる事になった。
2006年6月、ラインナップの見直しにより、JUDE/Enterpriseの機能がJUDE/Professionalに統合された。また、JUDE/ProfessionalによるUML2.0への一部対応が始まった。
2006年9月、日本版SOX法に対応する為の内部統制文書作成支援ツールとしてJUDE/Bizが発売された。
日本情報産業新聞が2007年1月15日に報じた処によると、NTTデータは、同社内の標準ソフトウェア開発ツールとしてJUDEを採用した。
JUDEシリーズには、「Jude竹」を継承した無償配布版の"JUDE/Community"、機能強化版である"JUDE/Professional"、JUDE/ProfessionalのデータをWebで共有するための"JUDE/Share"、マインドマップエディタである"JUDE/Think!"、内部統制サポートツール"JUDE/Biz"が存在した。純粋なUMLエディタは無償配布版のJUDE/Communityのみだった。
また、JUDE/Think!とJUDE/Bizは日本国内版のみが販売された。
2007年2月22日、チェンジビジョンは同年2月28日にER図 (実体関連図) をサポートしたJUDE/Professional 3.2を発売する事をプレスリリースにて発表した。その際、平鍋は、JUDE/Professionalを、UMLモデリングツールから、より幅広くシステム開発現場のニーズを満たすツールへと発展させていく方針である旨を述べた。
2007年5月24日、JUDE/Professionalのバージョンが5.0となり、フローチャートに対応する。
2007年10月2日、JUDE/Professionalのバージョンが5.1となり、CRUDに対応する。
2008年1月31日、JUDE/Professionalのバージョンが5.2となり、データフロー図に対応する。
2008年1月31日、JUDE/Communityのバージョンが5.2となり、テンプレートクラスなどに対応する。
2008年10月27日、JUDE/ProfessionalとJUDE/Communityのバージョンがそれぞれ5.4になる。JUDE/CommunityにもUML2.0の一部対応が反映される。
2008年11月5日、「JUDEで学ぶシステムデザイン」（翔泳社刊　著者:細谷泰夫　監修:株式会社チェンジビジョン）が発行される。
2009年8月11日、JUDE/ProfessionalとJUDE/Communityのバージョンがそれぞれ5.5.1になる。
2009年8月28日、JUDE/ProfessionalとJUDE/Communityのバージョンがそれぞれ5.5.2になる。これがJUDEとしては最後のバージョンとなった。

### 改名とラインナップの再編（astah*時代）
2009年9月15日、チェンジビジョンはJUDEをastah*に改名する事を発表した。改名に伴い、低価格の有償版製品として'astah* UML'が新たに加わる事が発表された。それに伴い、無償版の'astah* community'については、JUDE/Communityと比較して一部の機能が制限された。

#### 改名の事情
「Judeという単語がドイツ語でユダヤ人を意味していて、ナチスによるユダヤ人迫害の歴史を思い起こさせる」という事は、大文字のJUDEに改名した後でも、特にヨーロッパでのマーケティング上の懸念事項として残っていた。
世界戦略をとっている製品の名称が特定の国でネガティブな印象を持たれてしまう事は、やはり避けなければならなかった。このため、平鍋は社内での議論の末に10年間続いた製品名を変える決断をした。こうしてJUDEは、astah*へと改名された。
平鍋によれば、astah*の名前の由来はasteriskで、ファイル名としてはワイルドカード (*) を意味するものであり、こうした名称によって、UMLに留まらずに様々な現場で役立つ図を描くためのツールを目指すという事である。
また、astarやasterなどのスペルにならなかったのは、商標上の問題からである。

#### 改名後
2009年10月19日、astah* professional, astah* UML, astah* community がそれぞれバージョン6.0としてリリースされる。同日、astah* think!がバージョン2.0としてリリースされる。
2009年12月25日、株式会社豆蔵OSホールディングス（現、株式会社豆蔵ホールディングス）は、所有していた株式会社チェンジビジョンの株式を全て、株式会社永和システムマネジメントに売却した。
2010年1月8日、astah* professional, astah* UML, astah* community がそれぞれバージョン6.0.1としてリリースされる。同日、astah* think!がバージョン2.0.1としてリリースされる。なお、think!以外では、astah*として初めてMac OS X版が非公式リリースされた。
2010年3月5日、astah* professional, astah* UML, astah* community がそれぞれバージョン6.1としてリリースされる。同日、astah* shareが、バージョン2.1としてリリースされる。また同日、astah* think!がバージョン2.1としてリリースされる。
2010年4月2日、astah* professional, astah* UMLがそれぞれバージョン6.1.1としてリリースされる。
2018年9月26日、無償版のastah* communityの配布が終了される。
2020年11月25日、バージョン8.3がリリースされる。
2021年6月30日、バージョン8.4がリリースされる。
2021年9月29日、バージョン8.4.1がリリースされる。
2022年3月10日、バージョン8.5がリリースされる。